# Nemoria ligata
Nemoria ligata är en fjärilsart som beskrevs av Debauche 1937. Nemoria ligata ingår i släktet Nemoria och familjen mätare. Inga underarter finns listade i Catalogue of Life.